# Фридрих IV фон Фалкенщайн
Фридрих IV фон Фалкенщайн (на немски: Friedrich IV von Valkenstein; † 1310) е граф и господар на замък Фалкенщайн в Харц.

## Произход
Той е син на граф Ото IV фон Фалкенщайн († 1328) и съпругата му Луитгард фон Арнщайн († сл. 1332), дъщеря на граф Албрехт II фон Арнщайн († 1279) и бургграфиня Мехтилд фон Мансфелд-Кверфурт († сл. 1289). Брат е на граф Бурхард VI фон Фалкенщайн († 1336), женен за Хедвиг фон Регенщайн († сл. 1331), сестра на съпругата му Матилда/Мехтилд фон Регенщайн. Сестра му Ода фон Фалкенщайн († сл. 1319) се омъжва сл. 1319 г. за граф Албрехт II фон Регенщайн († 1347/1351), братът на Матилда и Хедвиг фон Регенщайн.

## Фамилия
Фридрих IV фон Фалкенщайн се жени между 2 февруари и 28 юли 1308 г. за графиня Матилда/Мехтилд фон Регенщайн († сл. 23 август 1334), дъщеря на граф Хайнрих III фон Регенщайн († 1311/1312) и графиня Елизабет фон Хоя († 1320). Те нямат деца.
Вдовицата му Матилда се омъжва втори път между 5 юни и 29 юли 1312 г. за граф Гюнтер IX фон Кефернбург-Люхов († 1332/1333).